# Batalha de Massawa (1977)
A Batalha de Massawa (também conhecida como Primeira Batalha de Massawa) ocorreu de 1977 a 1978 na cidade costeira de Massawa, na Eritreia. O porto foi sitiado pela Frente de Libertação Popular da Eritreia contra as forças da Etiópia e foi uma das duas batalhas dentro e ao redor da cidade.

## A batalha
Em 1977, os soldados da Frente de Libertação Popular da Eritreia reivindicaram toda Massawa, exceto o próprio porto. Isso incluía a estrada principal usada pela guarnição para o transporte de suprimentos de Asmara. Essencialmente, a guarnição estava isolada por terra e sitiada.
Em 23 de dezembro de 1977, a Frente de Libertação Popular da Eritreia iniciou um ataque através de um campo aberto em direção às salinas e ao porto. Navios de guerra soviéticos começaram a bombardear partes da cidade controladas pela Frente de Libertação Popular da Eritreia para impedir sua ocupação pela organização, especialmente as áreas centrais. A vitória etíope foi atribuída à intervenção da União Soviética em nome da Etiópia, e ao trabalho da força aérea e artilharia naval etíopes. Essa derrota levou a uma retirada, apelidada de retirada estratégica, para o Sahel, os cumes estratégicos da Frente de Libertação Popular da Eritreia em torno da cidade de Nakfa. Esta batalha também foi o início do envolvimento direto soviético na Guerra de Independência da Eritreia, que continuaria em outras batalhas.